# 鷲見英司
鷲見 英司（すみ えいじ）は、日本の経済学者。経済学博士(新潟大学)。日本大学経済学部教授。日本地方財政学会理事、国土交通省国土交通省社会資本整備審議会 道路分科会 北陸地方小委員会委員。

## 略歴
法政大学大学院社会科学研究科にて経済学を専攻後、新潟大学において経済学博士を取得。新潟大学経済学部准教授を務めた後、日本大学経済学部教授となる。

## 社会的活動
新潟市「財産経営推進計画に関する有識者会議」、新潟県「持続可能な社会実現に向けた政策に係る検討委員」委員、徳島市「阿波おどり事業運営体制等検討委員会」委員長などを歴任。新潟県「新潟県出資法人経営評価委員会 」委員、国土交通省北陸地方整備局「国道41号黒崎電線共同溝PFI事業有識者委員会」委員などを務める。

## 著作等

### 単著・共著
- 『バランスシートで見る日本の財政 : 政策評価のための財務諸表の作成』（日本評論社、2001年）
- 『90年代以降の地方財政運営と持続可能性の検証 : 都道府県財政における財源対策の実態』（法政大学大学院エイジング総合研究所、2005年）
- 『検証格差拡大社会』（日本経済新聞出版社、2008年）
- 『テキストブック公共選択』（勁草書房、2013年）
- 『「大地の芸術祭とソーシャルキャピタル」，『アートは地域を変えたか』（澤村明編著）』（慶応義塾大学出版会、2014年）
- 『地方財政効率化の政治経済分析』（勁草書房、2021年）
- 『公共選択論』（勁草書房、2022年）

## 専門分野
- 地方創生

## 受賞歴
- 日本計画行政学会 論文賞, 「市町村における財政調整基金の積立要因に関する実証分析」（宮下量久教授と共著）（2021年）